# Maianthemum yesoense
Maianthemum yesoense är en sparrisväxtart som först beskrevs av Adrien René Franchet och Paul Amédée Ludovic Savatier, och fick sitt nu gällande namn av Lafrankie. Maianthemum yesoense ingår i släktet ekorrbärssläktet, och familjen sparrisväxter. Inga underarter finns listade i Catalogue of Life.